# Canta y sé feliz
Canta y sé feliz is een single van Peret. Het is afkomstig van zijn album Peret uit 1975. Canta y sé feliz was de Spaanse inzending voor het Eurovisiesongfestival 1974 en haalde een negende plaats. Het nummer dankt haar notering dan ook voornamelijk aan dat festival. Peret had naast dit nummer nog twee hits in Nederland: Borriquito en Voy, voy.

## Hitnotering

### Nederlandse Top 40
Het nummer bleef in de tipparade steken.

### NederlandseDaverende 30
| Hitnotering: 20-4-1974 t/m 17-5-1974 | Hitnotering: 20-4-1974 t/m 17-5-1974 | Hitnotering: 20-4-1974 t/m 17-5-1974 | Hitnotering: 20-4-1974 t/m 17-5-1974 | Hitnotering: 20-4-1974 t/m 17-5-1974 | Hitnotering: 20-4-1974 t/m 17-5-1974 |
| Week:                                | 1                                    | 2                                    | 3                                    | 4                                    |                                      |
| ------------------------------------ | ------------------------------------ | ------------------------------------ | ------------------------------------ | ------------------------------------ | ------------------------------------ |
| Positie:                             | 30                                   | 26                                   | 21                                   | 30                                   | uit                                  |